# المناخ كشبكات معقدة
نشأ مجال الشبكات المعقدة باعتباره جانبًا مهمًا من العلم لطرح رؤى جديدة بشأن طبيعة الأنظمة المعقدة. يعتبر تطبيق نظرية الشبكة في علم المناخ مجالًا ناشئًا وحديث العهد. لتحديد وتحليل الأنماط في المناخ العالمي، ينشئ العلماء نماذج لبيانات المناخ كشبكات معقدة.
على عكس غالبية الشبكات في العالم الحقيقي حيث تكون العقد والحواف محددة بوضوح، تُحدَد العقد في الشبكات المناخية في صورة مواقع شبكة مكانية لمجموعة البيانات الأساسية الخاصة بالمناخ العالمي، ما يمكن تمثيله بقرارات مختلفة. تتصل عقدتان بالحافة اعتمادًا على درجة التماثل الإحصائي (قد يرتبط هذا بالتبعية) بين الأزواج المتجانسة من المتسلسلة الزمنية المأخوذة من سجلات المناخ. تتيح طريقة شبكة المناخ رؤي جديدة بشأن حركيات النظام المناخي خلال مقاييس مكانية وزمنية مختلفة.

## تأسيس شبكات المناخ
اعتمادًا على اختيار العقد و\أو الحواف، قد تأخذ شبكات المناخ العديد من التكوينات والأشكال والأحجام والتعقيدات المختلفة. قدم تسونيس وآخرون مجال الشبكات المعقدة إلى المناخ. في نموذجهم، شكلت العقد بالنسبة للشبكة متغيرًا واحدًا (500 hPa) من قواعد البيانات الخاصة بإعادة التحليل المقدم من NCEP/NCAR. من أجل تقدير الحواف بين العقد، قُدر معامل الارتباط عند التباطؤ الزمني الصفري. اعتُبر أن زوجين من العقد مرتبطان معًا، إذا كان معامل الارتباط يتخطى حاجز 0.5.
قدم فريق هافلين الروابط المرجحة التي تأخذ في الاعتبار (i) التباطؤ الزمني للرابط، (ii) أقصى ارتباط متبادل أثناء وقت التباطؤ، (iii) مستوى الضوضاء في دالة الارتباط المتبادل.
قدم شتاينهاوزر والفريق الأسلوب الجديد للشبكات متعددة المتغيرات في المناخ عن طريق إنشاء شبكات من العديد من المتغيرات المناخية المنفصلة والتوصل إلى تفاعلها في النموذج التنبؤي متعدد المتغيرات. بُرهن في دراساتهم على أنه في سياقات المناخ، يثمر استخراج المتنبئات المستندة على مجموعة الصفات عن بوادر إخبارية تحسن المهارات التنبؤية.
قدم كاوالي وآخرون طريقة تستند على الرسم لإيجاد ثنائيات القطب في بيانات الضغط. بمعرفة أهمية الاتصالات الهاتفية، يتمتع هذا الأسلوب بالقدرة على توفير رؤى ذات دلالة. قدم إمي وآخرون نوعًا جديدًا من تأسيس الشبكات في المناخ يستند على النموذج التخطيطي الزمني الاحتمالي، ما يقدم وجهة نظر بديلة عن طريق التركيز على تدفق المعلومات خلال الشبكة بمرور الوقت.